# Белоградчик (община)
Белоградчик (болг. община Белоградчик) — община в області Видин, Болгарія. Населення становить 6 755 осіб (станом на 15 березня 2016 р.). Адміністративний центр — місто Белоградчик.